# Newcastle Falcons
Newcatsle Falcons – klub rugby union dawniej znany pod nazwą Gosforth FC/Newcastle Gosforth. Klub ma swoją siedzibę w Newcastle upon Tyne, stadion domowy to Kingston Park.

## Historia
Klub został założony przez grupę uczniów ze szkoły Durham w roku 1877 w miejscowości Gosforth stąd też wzięła się nazwa i barwy (barwy szkoły Durham to biały i zielony). W roku 1990 po dopuszczeniu przez IRB zawodowstwa klub postanowił przejść restrukturyzację aby utworzyć profesjonalny zespół rugbowy. W wyniku restrukturyzacji zespoły amatorskie zostały rozwiązane, wtedy też część zawodników założyła osobny klub amatorski pod nazwą Gosforth Rugby Club który istnieje do dzisiaj.
Klub profesjonalny zmienił nazwę na Newcastle Falcons i przeniósł się na stadion Kingston Park.

## Stadion
Stadion był własnością klubu aż do roku 2008 kiedy sprzedał go bankowi Northern Rock z powodów finansowych, następnie stadion został kupiony przez Northumbria University, uczelnię która blisko współpracuje z klubem aby w końcu wrócić do klubu w roku 2015.

## Trofea
- Mistrzostwo Anglii     
  - Mistrzostwo: 1997-98
- Puchar anglo-walijski     
  - Mistrzostwo: 1976, 1977, 2001, 2004